# Emma Altberg

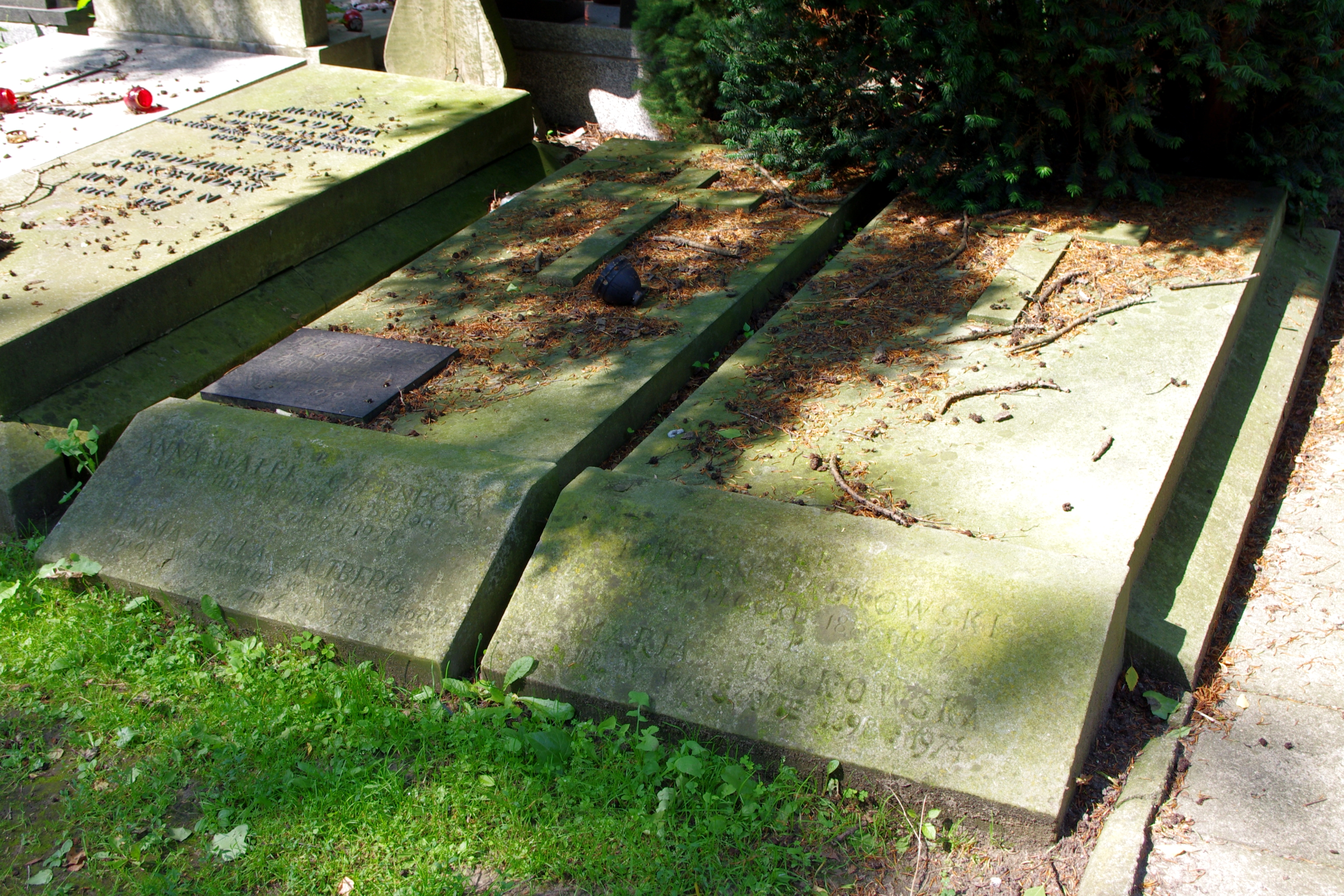
Grób pianistki Emmy Altberg, architekta Józefa Altberga, prawnika Lucjana Altberga i botanika prof. Anny Wałek-Czerneckiej na cmentarzu ewangelicko-reformowanym przy ul. Żytniej w Warszawie

Emma Tekla Altberg (ur. 14 stycznia 1889 w Płocku, zm. 4 lipca 1983 w Warszawie) – polska pianistka, pedagog, autorka opracowań fortepianowych i publicystka żydowskiego pochodzenia.

## Życiorys
Pochodziła ze średnio zamożnej, inteligenckiej rodziny żydowskiej, córka Mojżesza Altberga i Pauliny z domu Golde – nauczycielki muzyki. Od 1905 jej nauczycielką gry na fortepianie przez kilkanaście miesięcy była Katarzyna Jaczynowska z Instytutu Muzycznego w Warszawie. Od 1906 studiowała nauki społeczne i filozofię w Bernie w Szwajcarii, równocześnie kontynuując naukę gry na fortepianie u prof. Bruna. W latach 1909–1914 studia muzyczne (gry na fortepianie) odbyła w Schola Cantorum w Paryżu pod kierownictwem Blanche Selvy, a potem m.in. u Wandy Landowskiej i Paula Brunolda oraz w Petersburgu. Następnie uczęszczała na kursy interpretacji muzyki dawnej w Saint-Leu-la-Forêt koło Paryża (1928). 
W latach 1915–1939 działała jako pianistka, nauczyciel i publicystka pisząc recenzje muzyczne w Expressie Porannym. W czasie II wojny światowej uczyła w Wilnie. Od 1945 uczyła w PWSM w Łodzi. Była kolejno: wykładowcą (do 1956), profesorem gry na fortepianie i klawesynie oraz metodyki (do 1961). Opublikowała wiele zbiorów ćwiczeń i utworów stosowanych obecnie jako materiały obowiązkowego programu nauczania. Wydała książkę pt. Polscy pianiści (Spółdzielnia Wydawnicza „Czytelnik”, Warszawa 1947).
Zmarła w Warszawie. Jest pochowana na cmentarzu ewangelicko-reformowanym przy ulicy Żytniej(kwatera 6-2-14).

## Upamiętnienie
Zespół Szkół Muzycznych im. Stanisława Moniuszki w Łodzi, przy współpracy ze Stowarzyszeniem Muzyków Polskich „Pro Arte” organizuje, przeznaczony dla dzieci i młodzieży szkół muzycznych I stopnia, Ogólnopolski Konkurs Pianistyczny im. Emmy Altberg.
30 października 2008 w Akademii Muzycznej im. G. i K. Bacewiczów w Łodzi odbyło się uroczyste nadanie sali klawesynowej nr 4, znajdującej się w budynku pałacowym, imienia Emmy Altberg.
W 2017 w Łodzi, z inicjatywy wiolonczelisty Jakuba Kościukiewicza, powstała orkiestra barokowa Altberg Ensemble.

## Odznaczenia
- Krzyż Oficerski Orderu Odrodzenia Polski[2]
- Złoty Krzyż Zasługi (15 lipca 1954)[10]
- Medal 10-lecia Polski Ludowej (25 marca 1955)[11]